# بخش مرکزی شهرستان اندیمشک
بخش مرکزی شهرستان اندیمشک یکی از بخشهای تابعه شهرستان اندیمشک در استان خوزستان در جنوب غربی ایران است.

## تقسیمات کشوری
- بخش مرکزی
  - دهستان حومه

شهرها: اندیمشک، چم گلک ، آزادی

## جمعیت
بنابر سرشماری مرکز آمار ایران، جمعیت بخش مرکزی شهرستان اندیمشک در سال ۱۳۸۵ برابر با ۱۳۷٫۳۲۹ نفر بوده است.